# Linia M metra w Nowym Jorku
Linia M – linia metra nowojorskiego. Jest oznaczona kolorem pomarańczowym na znakach stacji, znakach trasy oraz na oficjalnych mapach metra. Na swym przebiegu przez Manhattan nosi nazwę IND Sixth Avenue Line. 
Linia M kursuje przez cały czas. W dni powszednie linia M działa między Forest Hills – 71st Avenue w Queens i Middle Village – Metropolitan Avenue w Queens, przez Queens Boulevard, Sixth Avenue, i Williamsburg Bridge. Późną nocą i weekendy M działa jako linia wahadłowa na BMT Myrtle Avenue Line między Metropolitan Avenue i Myrtle Avenue w Brooklynie.